# ماريا غويري
ماريا أماليا فيسنتا غويري، المعروفة أيضًا باسم ماريا غويري دي مينينديز بيدال (29 أغسطس 1873 مدريد - 28 نوفمبر 1954 مدريد). كانت عالمة هسبانية إسبانية، وناقدة أدبية، وباحثة، ومربية، ومدافعة عن حقوق النساء. في عام 1896، أصبحت أول امرأة إسبانية تحصل على درجة في الفلسفة والآداب وأول امرأة تحصل على شهادة الدكتوراه في عام 1909 من جامعة إسبانية (جامعة مدريد). كانت زوجة رامون مينينديز بيدال.

## سيرتها
وُلدت ماريا أماليا فيسنتا غويري في 29 أغسطس 1873 في مدريد لعائلة باسكية، وقضت أوائل سنواتها في ألغورتا، وهي قرية ساحلية في إقليم بيسكاي. عادت إلى مدريد مع والدتها العازبة، أماليا غويري، وهي خياطة ذات شخصية قوية وثقافة عالية. بسبب صحتها المعتلة، تعلمت في المنزل على يد والدتها، التي قدمت لها دروسًا في الهواء الطلق في حديقة بوين ريتيرو لمساعدتها في مكافحة التهاب المفاصل السلي. تجاهلت تقاليد العصر وسجلت ماريا في نادي رياضي، وعندما بلغت الاثني عشرة عامًا، بدأت في دورات تجارية في جمعية تعليم النساء. هناك اكتشفت متعة دراسة اللغة النحوية، وفي عام 1887 التحقت بمدرسة المعلمات لتصبح معلمة. في عام 1890، انضمت هي وطالبة أخرى شابة، كارمن غاياردو، لحضور دروس في كلية الفلسفة والآداب في جامعة مدريد. في عام 1892، حصلت على إذن من الأمين العام للتعليم العام للتسجيل كطالبة رسمية بهدف حضور الدروس شريطة عدم تشتيت انتباه الطلاب الذكور. قبل كل درس، لم يسمح لها بالانتظار في الردهة وكان عليها الانتظار في مكتب مجاور لصفها. ثم يقوم أستاذها بمرافقتها إلى مكتبها الفردي الخاص بجواره. في نهاية الدرس، كانت تخرج من هذا الطريق نفسه. كان أحد أساتذتها أبرز أكاديميي العصر، وهو العالم والمؤرخ الإسباني مارسيلينو مينينديز بيلايو. في السنة الأولى من دراستها، حضرت ماريا غويري عرض إميليا باردو بازان حول «تعليم الرجال والنساء»، حيث هاجمت روسو وفرانسوا فينيلون باعتبارهما معاديين للنساء ودافعت عن جون ستيوارت ميل وغوتفريد لايبنيتز لجهودهما التقدمية في دعم الإصلاحات التعليمية للنساء. عندما أثار عرض كونثيسبسيون أرينال حول واجبات وحقوق النساء هجمات عنيفة، وقفت ماريا ودافعت بشدة عن الناشطة الكبيرة. حصلت ماريا غويري على لقب أستاذة في المدرسة العادية (1893)، وعلى درجة البكاليروس في الفلسفة والآداب (1896)، ودكتوراه في الفلسفة والآداب (1909).

## الزواج
التقت ماريا رامون مينينديز بيدال عندما أخذها مينينديز بيلايو لسماع محاضرته في كلية الدراسات العليا بالجامعة. كان رامون في ذلك الوقت أستاذًا جامعيًا حاصلًا على مقعد في الفلسفة الرومانسية. بمجرد أن اكتشفوا أن لديهما نفس الاهتمامات، أصبحت ماريا طالبته ثم مساعدته. تزوجا في عام 1900، وكان شهر العسل عبارة عن رحلة لاكتشاف المواقع الجغرافية المتعلقة بقصيدة السيد، أقدم قصيدة إسبانية محفوظة.
أنجب الزوجان ثلاثة أطفال: رامون، الذي توفي وهو طفل، جيمينا، وجونزالو.
قضت ماريا ورامون حياتهما في البحث عن كل ما يتعلق بعلم اللغة والحفاظ على التاريخ الإسباني القديم والأغاني الشعبية. تعاونت أيضًا مع مؤسسة حماية الأطفال الجانحين، وهي منظمة تأسست في عام 1916 لمساعدة في منع سجن الشبان دون سن 16 عامًا.
عند تأسيس المعهد الثانوي للمدرسة الثانوية في عام 1918، بدأت بتدريس اللغة والأدب. في 23 أكتوبر 1933، انتخبت عضوًا في مجلس إدارة الهيئة الراعية لمركز توسيع الدراسات، وعملت بجانب بلاس كابريرا ولويس كالاندري وماريا دي مايتزو ولويس دي زولويتا. درست في معهد التعليم الحر حتى اندلاع الحرب الأهلية الإسبانية، جامعة بين ممارسة النشاط البدني والدراسات الفكرية.